# Farid Ali
Farid Ali, de son vrai nom Khelifi Ali, né le 9 janvier 1919 à Bounouh, Grande Kabylie en Algérie et mort le 19 octobre 1981 à Boghni, est un chanteur et compositeur algérien d’expression kabyle, connu pour son militantisme en faveur de l'indépendance de l'Algérie et de la cause amazighe.

## Biographie
Farid Ali est né le 9 janvier 1919 à Ikhlefounen, un village de la commune de Bounouh, durant l'occupation française. Après l’obtention d’un certificat d’études professionnelles, il quitte son village natal en 1935 et débarque à Alger. Il exerce le métier de cordonnier au niveau de la rue Randon. En 1937, après la mort de son père, il émigre en France métropolitaine où il forge ses idées nationalistes et se lie d'amitié avec d'autres artistes algériens qui chantent leur amour et la nostalgie du pays natal. Encouragé par différents chefs d’orchestres de l'époque, tels que Mohamed El Kamel, Mohamed Jamoussi et plus tard, Amraoui Missoum, Farid Ali se consacre à la musique. En 1949, il participe à deux récitals organisés par Mohand-Saïd Yala à la Salle Pleyel (Paris), en compagnie de Mohamed El Kamel, Allaoua Zerrouki, Mohamed Jamoussi et les frères cubains Baretto.
Proche des milieux indépendantistes, Farid Ali est soupçonné en 1951 d’avoir participé à un attentat contre un responsable de l’ORTF. Poursuivi par la police française, il retourne en Algérie où il côtoie plusieurs figures révolutionnaires à l'instar de Krim Belkacem. Il séjourne tantôt dans son village natal, tantôt à Alger où il active au sein du PPA et du MTLD. Grâce à Cheikh Nourredine qui lui procure une carte de la SACEM, il réussit à faire des enregistrements à la radio d’Alger. En 1955, il repart en France et renoue avec les artistes algériens. Missoum et Abder Isker l’associent à leur émission « Chanteur amateur » avec Hnifa. Militant actif de la Fédération de France du FLN, il est recherché et vit quasiment dans la clandestinité.
En 1956, l’armée française l’arrête à Bounouh. Il sera torturé et emprisonné à Draâ El Mizan. Libéré en 1957, il s’engage pleinement dans la lutte pour l'indépendance de l'Algérie. Il fera partie de la troupe artistique du FLN avec laquelle il sillonne plusieurs pays (Tunisie, Yougoslavie, Chine, etc.) afin de plaider la cause algérienne.
En 1958, il écrit et enregistre sa plus célèbre chanson, « Ayema aâzizen ur tt’ru » (O ! mère chérie ne te lamente pas), un chant patriotique qui sera repris par Matoub Lounes.
Après l’indépendance, Farid Ali, connaîtra de nouveau les geôles, cette fois-ci, celles de son pays fraîchement libéré. En effet, en 1964, à la suite de la crise politique de l’Algérie, il sera emprisonné à la prison de Berrouaghia. En 1967, réparti en France, il se rapproche des militants de la cause amazighe à l'instar des membres de l'Académie berbère tels que Mohand Said Hanouz, Bessaoud Mohand-Arab et Taos-Marguerite Amrouche.
Il retourne en Algérie en 1975. Il participe comme acteur dans quelques films (« Limadha » de B. Bakhti et « Barrières » de Lallem, entre autres). Et durant une année, il dirige l’émission Chanteurs de Demain sur la radio Chaine II. Asthmatique, il décédera le 18 octobre 1981, à l’âge de 62 ans et sera inhumé dans son village natal. Il laissera à la postérité une quinzaine de titres dont certains ont été repris par de nombreux interprètes.